# Magdalena Schrefel
Magdalena Schrefel (* 1984 in Korneuburg bei Wien) ist eine österreichische Schriftstellerin, die seit 2013 als Dramatikerin wahrgenommen und ausgezeichnet wurde. Sie lebt in Berlin.

## Leben
Magdalena Schrefel arbeitete nach der Schule über den Europäischen Freiwilligendienst in Vukovar (Kroatien). 2006 bis 2007 ging sie nach Göteborg (Schweden), um im Rahmen von Globalverkstan eine eineinhalbjährige Ausbildung in International Project Management in NGOs and Social Movements zu absolvieren. Anschließend studierte sie an der Universität Wien Europäische Ethnologie. Von 2011 bis 2016 studierte sie am Deutschen Literaturinstitut Leipzig Literarisches Schreiben.
Magdalena Schrefel veröffentlichte seit 2013 eine Reihe von Theaterstücken und Hörspielen. 2022 kam ihr erster Erzählband Brauchbare Menschen heraus, der unter anderem im Deutschlandfunk Kultur und in Die Tageszeitung wohlwollend besprochen wurde.

## Publikationen

### Theaterstücke
- Sprengkörperballade. Theaterstück. Rowohlt Theaterverlag, Reinbek bei Hamburg 2016 (Uraufführung 21. März 2017 im Schauspiel Köln (Regie: Andrea Imler))[4]
- Ein Berg, viele. Theaterstück. Rowohlt Theaterverlag, Hamburg 2019 (Uraufführung 26. September 2020 im Schauspiel Leipzig (Regie: Pia Richter))
- Keinland. Theaterstück. Rowohlt Theaterverlag, Hamburg 2021 (Uraufführung 15. Januar 2022 am Schauspiel Regensburg (Regie: Pia Richter)).[5]
- was zündet, was brennt. Rowohlt Theaterverlag, Hamburg 2021 (Uraufführung 12. Januar 2022 im Schauspielhaus Graz, (Regie: Marie Bues)).[6]
- Archiv der Tränen. Rowohlt Theaterverlag, Hamburg 2022 (Uraufführung 3. Februar 2023 am Residenztheater München, (Regie: Elsa-Sophie Jach)).[7][8]
- Die vielen Stimmen meines Bruders. Rowohlt Theaterverlag, Hamburg 2023 (Uraufführung 1. September 2023 beim Kunstfest Weimar in Koproduktion mit Schauspielhaus Wien, KosmosTheater Wien, Deutschlandfunk Kultur sowie Ö1, (Regie: Marie Bues, Anouschka Trocker)).[9][10][11]

### Hörspiele
- 2019: Die Bergung der Landschaft. BR/ORF (Regie: Bernadette Sonnenbichler)[12]
- 2020: Ein Berg, viele. BR/ORF (Regie: Teresa Hoerl)
- 2022: Wir Esel. WDR (Regie: Magdalena Schrefel)[13]
- 2023: Die vielen Stimmen meines Bruders. Deutschlandfunk Kultur/ORF 2023 (Regie: Anouschka Trocker)[14]
- 2024: Was zündet, was brennt. WDR (Regie: Teresa Hoerl)[15]
- 2024: Die Lücke füllen im Schnitt. RBB (Regie: Anouschka Trocker)[16]

### Prosa
- Brauchbare Menschen. Erzählungen. Suhrkamp Verlag, Berlin, 2022, ISBN 978-3-518-12800-8.[17]

## Auszeichnungen
- 2013: Förder- und Publikumspreis bei der Langen Nacht der Dramatik der Münchner Kammerspiele[18]
- 2014: Einladung zum Autorenwettbewerb des Heidelberger Stückemarkts mit dem Stück Die Bergung der Landschaft[19][20]
- 2017: Shortlist des Stückemarktes des Berliner Theatertreffens mit dem Stück Die Bergung der Landschaft
- 2017: AK-Literaturpreis (Literaturpreis der Arbeitskammer Oberösterreich)
- 2018: Literaturpreis der Akademie Graz
- 2019: Einladung zum Autorenwettbewerb des Heidelberger Stückemarkts mit dem Stück Ein Berg, viele[21][22][23][24]
- 2020: Kleist-Förderpreis für junge Dramatikerinnen und Dramatiker für das Stück Ein Berg, viele[25]
- 2020: Dritter Else-Lasker-Schüler-Stückepreis für das Stück Ein Berg, viele (wird vergeben vom Pfalztheater Kaiserslautern im Auftrag der Stiftung Rheinland-Pfalz für Kultur)[26]
- 2020: Hörspiel des Monats Oktober für Ein Berg, viele
- 2022: Robert Walser-Preis für Brauchbare Menschen[27]
- 2022: Niederösterreichischer Kulturpreis – Anerkennungspreis in der Sparte Literatur[28]
- 2023: Hörspiel des Monats Dezember für Die vielen Stimmen meines Bruders[29]
- 2024: Verleihung des Nestroy-Theaterpreises 2024: Bestes Stück – Autorenpreis mit Valentin Schuster für Die vielen Stimmen meines Bruders (Schauspielhaus Wien, Kosmos Theater und Kunstfest Weimar)[30]